# Ambrosia dentata
Ambrosia dentata là một loài thực vật có hoa trong họ Cúc. Loài này được (Cabrera) M.O.Dillon mô tả khoa học đầu tiên năm 1984.